# Peter Helander
Pour les articles homonymes, voir Helander.
Hans Peter Helander (né le 4 décembre 1951 à Stockholm en Suède) est un joueur professionnel suédois de hockey sur glace. Il évoluait au poste de défenseur.

## Biographie

### Carrière en club
En 1971, il débute avec le Rönnskärs IF dans la Division 2. Il découvre l'Elitserien avec le Skellefteå AIK en 1974. Il remporte le Trophée Le Mat en 1978. Il est choisi au huitième tour en cent-cinquante-troisième position par les Kings de Los Angeles lors du repêchage d'entrée dans la LNH 1982. Il part alors en Amérique du Nord. Il joue dans la Ligue nationale de hockey avec les Kings et dans la Ligue américaine de hockey avec les Nighthawks de New Haven. Il met un terme à sa carrière à l'issue de cette saison.

### Carrière internationale
Il représente la Suède au niveau international.

## Statistiques

### En club
| Saison     | Équipe                  | Ligue      |    | Saison régulière | Saison régulière | Saison régulière | Saison régulière | Saison régulière |   | Séries éliminatoires | Séries éliminatoires | Séries éliminatoires | Séries éliminatoires | Séries éliminatoires |
| Saison     | Équipe                  | Ligue      | PJ | B                | A                | Pts              | Pun              | PJ               | B | A                    | Pts                  | Pun                  |                      |                      |
| 1971-1972  | Rönnskärs IF            | Division 2 | 18 | 2                | 2                | 4                |                  |                  |   |                      |                      |                      |                      |                      |
| 1972-1973  | Clemensnäs IF           | Division 2 | 17 | 5                | 2                | 7                |                  |                  |   |                      |                      |                      |                      |                      |
| 1973-1974  | Clemensnäs IF           | Division 2 | 24 | 3                | 2                | 5                |                  |                  |   |                      |                      |                      |                      |                      |
| 1974-1975  | Skellefteå AIK          | Division 1 | 8  | 0                | 0                | 0                | 8                |                  |   |                      |                      |                      |                      |                      |
| 1975-1976  | Skellefteå AIK          | Elitserien | 7  | 1                | 1                | 2                | 6                |                  |   |                      |                      |                      |                      |                      |
| 1976-1977  | Skellefteå AIK          | Elitserien | 29 | 5                | 2                | 7                | 26               |                  |   |                      |                      |                      |                      |                      |
| 1977-1978  | Skellefteå AIK          | Elitserien | 29 | 0                | 4                | 4                | 40               | 5                | 0 | 0                    | 0                    | 8                    |                      |                      |
| 1978-1979  | Skellefteå AIK          | Elitserien | 36 | 7                | 4                | 11               | 40               |                  |   |                      |                      |                      |                      |                      |
| 1979-1980  | Skellefteå AIK          | Elitserien | 32 | 6                | 8                | 14               | 61               | 1                | 0 | 0                    | 0                    | 0                    |                      |                      |
| 1980-1981  | Skellefteå AIK          | Elitserien | 33 | 6                | 8                | 14               | 59               | 3                | 1 | 0                    | 1                    | 11                   |                      |                      |
| 1981-1982  | Skellefteå AIK          | Elitserien | 30 | 6                | 2                | 8                | 50               |                  |   |                      |                      |                      |                      |                      |
| 1982-1983  | Kings de Los Angeles    | LNH        | 7  | 0                | 1                | 1                | 0                |                  |   |                      |                      |                      |                      |                      |
| 1982-1983  | Nighthawks de New Haven | LAH        | 9  | 1                | 3                | 4                | 0                |                  |   |                      |                      |                      |                      |                      |
| Totaux LNH | Totaux LNH              | Totaux LNH | 7  | 0                | 1                | 1                | 0                |                  |   |                      |                      |                      |                      |                      |

### En équipe nationale
| Année | Compétition          |    | PJ | B | A | Pts | Pun | +/-               |  | Résultat |
| 1981  | Championnat du monde | 8  | 1  | 2 | 3 | 8   |     | Médaille d'argent |  |          |
| 1981  | Coupe Canada         | 5  | 0  | 2 | 2 | 8   |     | Cinquième place   |  |          |
| 1982  | Championnat du monde | 10 | 1  | 2 | 3 | 14  |     | Quatrième place   |  |          |